# Гертруде Елдерле
Гертруде Керолин Елдерле (на английски: Gertrude Caroline Ederle) е американска плувкиня, олимпийска шампионка и първата жена, преплувала Ламанша през 1926 година. Наричана е „Кралицата на вълните“ заради своите постижения и рекорди в плуването.
Родена е в Ню Йорк в семейство на германски емигранти. Баща ѝ е собственик на месарски магазин в Манхатън. От малка проявява талант в плуването, а на 15-годишна възраст вече държи няколко световни рекорда. На олимпийските игри в Париж печели един златен и два бронзови медала.
На 6 август 1926 година Елдерле преплува Ламанша от Кап Гри-Не във Франция до Кингсдаун в Англия за 14 часа и 34 минути, подобрявайки мъжкия рекорд с почти два часа. Това постижение я превръща в международна сензация, а на посрещането ѝ в Ню Йорк се събират над 2 милиона души.
По-късно в живота си се занимава с обучение на глухи деца по плуване, тъй като самата тя страда от прогресивна загуба на слуха.

## Успехи

### Олимпийски игри
- – Париж 1924 – 4×100 м свободен стил щафета
- – Париж 1924 – 100 м свободен стил
- – Париж 1924 – 400 м свободен стил

### Други постижения
- Първата жена, преплувала Ламанша (1926)
- Подобряване на световния рекорд за време при преминаване на Ламанша с близо 2 часа
- Множество световни рекорди в свободния стил на различни дистанции

## В популярната култура
- Young Woman and the Sea (2025) – игрален филм на „Уолт Дисни Пикчърс“ с Дейзи Ридли в ролята на Гертруде